# Consolida kabuliana
Consolida kabuliana är en ranunkelväxtart som först beskrevs av Akhtar, och fick sitt nu gällande namn av M. Iranshahr. Consolida kabuliana ingår i släktet åkerriddarsporrar, och familjen ranunkelväxter. Inga underarter finns listade i Catalogue of Life.